# Zygmuntowo (Wilczyn)
Pour les articles homonymes, voir Zygmuntowo.
Zygmuntowo est une localité polonaise de la gmina rurale de Wilczyn, située dans le powiat de Konin en voïvodie de Grande-Pologne. Elle se situe à environ 31 kilomètres au nord de la ville de Konin et 86 kilomètres à l'est de Poznań, la capitale régionale. 

## Géographie

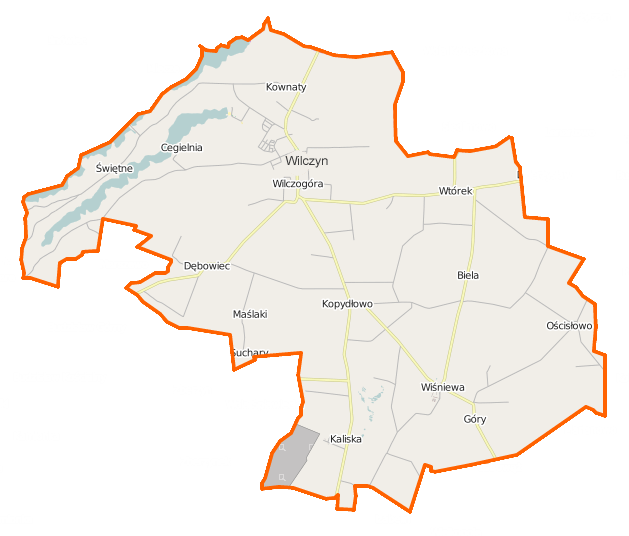
Carte de la gmina de Wilczyn.